# Karla Faye Tucker
Karla Faye Tucker Brown (* 18. November 1959 in Houston, Texas; † 3. Februar 1998 in Huntsville, Texas) war eine US-amerikanische Kriminelle. Sie wurde wegen zweifachen Mordes zum Tode verurteilt und hingerichtet. Ihr Fall sorgte weltweit für Aufsehen. Sie war die erste Frau, die in Texas seit dem Sezessionskrieg und in den Vereinigten Staaten seit 1984 hingerichtet wurde.

## Vorgeschichte
Am 13. Juni 1983 beschlossen die heroinabhängige Karla Faye Tucker, ihr Lebensgefährte Danny Garrett und ein Freund namens James Liebrandt, das Motorrad eines Bekannten, Jerry Lynn Dean, zu stehlen. Dazu brachen sie nachts in die Wohnung von Jerry Dean ein. Nach ihrer eigenen Aussage und diversen Pressemitteilungen standen sie dabei unter Drogeneinfluss. Nach einem kurzen Handgemenge schlug Garrett mit einem Hammer auf den Hinterkopf von Jerry Dean ein und verletzte ihn schwer (im Gegensatz zu der Spitzhacke wurde der Hammer aber nie gefunden und es blieb strittig, ob es tatsächlich ein Hammer war). Nachdem Garrett den Raum verlassen hatte, blieb Tucker mit dem Opfer alleine. Da sie die gurgelnden Laute des sterbenden Dean nicht ertragen konnte, ergriff Karla Faye Tucker eine Spitzhacke, welche im Schlafzimmer des Opfers an der Wand lehnte, und schlug dem Opfer damit mehrmals in den Rücken. Erst danach bemerkte Tucker die anwesende Deborah Ruth Thornton, die sich unter dem Bett versteckt hatte. Nach einem Kampf erschlug Tucker auch sie mit der Spitzhacke. Bei der Vernehmung durch die Polizei gab Tucker später an, dass sie nach dem Spitzhackenübergriff auf Deborah Thornton den Tatort verlassen hatte, wobei laut ihrer Aussage das Opfer noch am Leben war. Tucker behauptete, dass Garrett Thornton letztlich in ihrer Abwesenheit ermordet hatte. Sie wurde aber trotzdem wegen zweifachen Mordes verurteilt.

## Prozess
Während Tuckers Prozess wurde ein Tonband veröffentlicht, auf dem sie angeblich gestand, sexuelle Erregungen beim Einschlagen auf Dean empfunden zu haben, doch Tucker bestritt dies vehement und wies die Vorwürfe zurück; dies wäre nur „großes Herumgetue“ gewesen, um ihre Freunde zu beeindrucken. Sie wurde der zwei Morde für schuldig befunden und daraufhin zum Tode durch die Giftspritze verurteilt. Garrett wurde ebenso zum Tode verurteilt, er starb jedoch 1993 im Todestrakt an den Folgen eines Leberleidens.
Im Gefängnis wurde Tucker bekennende Christin. Sie begann die Bibel zu lesen und bekannte sich zu ihrem Glauben an Gott und Jesus Christus. Sie entschuldigte sich für ihre früheren Verbrechen. Darüber hinaus galt sie als Helferin und Freundin für die Gefängnisinsassen.
Das Todesurteil wurde vom damaligen Gouverneur von Texas, dem späteren US-Präsidenten George W. Bush, unterzeichnet.
Die Hinrichtung Tuckers wurde am 3. Februar 1998 um 18:45 Uhr in der Huntsville Unit durch eine tödliche Injektion vollstreckt. Sie wurde 38 Jahre alt.

## Letzte Worte
“Yes Sir,  I would like to say to all of you, the Thornton family and Jerry Dean's family that I am so sorry. I hope God will give you peace with this. Baby, I love you. Ron, give Peggy a hug for me. Everybody has been so good to me. I love all of you very much. I'm going to be face-to-face with Jesus now. Warden Baggett, thank all of you so much. You have been so good to me. I love all of you very much. I will see you all when you get there. I will wait for you.”

„Ja Sir, ich möchte Ihnen allen sagen, der Thornton-Familie und Jerry Deans Familie, dass es mir wirklich leid tut. Ich hoffe, Gott wird Ihnen Frieden damit schenken. Schatz, ich liebe dich. Ron, umarme Peggy von mir. Alle waren so gut zu mir. Ich liebe euch alle wirklich sehr. Ich werde nun Jesus von Angesicht zu Angesicht gegenüberstehen. Gefängnisdirektor Baggett, ich danke Ihnen vielmals. Sie waren so gut zu mir. Ich liebe euch alle wirklich sehr. Ich werde euch dann dort sehen, wenn ihr auch dahin kommt. Ich werde auf euch warten.“

## Filmische Dokumentationen
- "Noch 24:00 Stunden bis zur Hinrichtung", Dokumentarfilm zu Karla Faye Tucker. Asaph Verlag.
- "Karla Faye Tucker: Für immer und ewig", Spielfilm. Brunnen Verlag.
- "Tod in Texas", Dokumentarfilm, 2011, Regie: Werner Herzog (In dem Film schildert Fred Allen, der ehemalige Leiter des Hinrichtungskommandos im texanischen Huntsville, wie ihn die Begegnung mit Karla Faye Tucker dazu bewog, seinen Beruf aufzugeben und zum Gegner der Todesstrafe zu werden)[4]